# إيرني ماكلي
إيرني ماكلي (بالإنجليزية: Ernie McLea) هو لاعب هوكي الجليد كندي وُلِد في 5 فبراير 1876 في مونتريال، كيبك، وتوفي في 17 يونيو 1931 في المدينة نفسها. عُرف بكونه أول لاعب يسجل ثلاثية (هاتريك) في تاريخ نهائي كأس ستانلي عام 1896.

## مسيرته
لعب ماكلي مع فريق مونتريال فيكتوريا (Montreal Victorias)، وهو واحد من أبرز الفرق في عصره. برز بشكل خاص في نهائي كأس ستانلي لعام 1896 ضد فريق وينيبيغ فيكتوريز، حيث سجل ثلاثية ساعدت فريقه على الفوز. يُعتبر هذا الإنجاز الأول من نوعه في تاريخ البطولة.

## أبرز إنجازاته ومبارياته
- 1896: تسجيل أول ثلاثية (هاتريك) في نهائي كأس ستانلي أمام وينيبيغ فيكتوريز.
- الفوز بكأس ستانلي مع مونتريال فيكتوريا عدة مرات خلال تسعينيات القرن التاسع عشر.
- اعتُبر من اللاعبين الذين ساهموا في تطوير لعبة الهوكي خلال المراحل الأولى من تنظيم البطولات الرسمية.

## إرثه
رغم أن مسيرته الرياضية كانت قصيرة نسبيًا، إلا أن ماكلي يُذكر اليوم كأحد رواد هوكي الجليد في كندا، وقد خُلد اسمه في سجلات كأس ستانلي كصاحب أول ثلاثية في النهائي. لا يزال إنجازه مرجعًا تاريخيًا في سجلات الهوكي.